# Cami Privett
Cambria Danielle Privett (Bakersfield, California, Estados Unidos; 16 de marzo de 1993) es una futbolista estadounidense que juega de mediocampista para el Houston Dash de la National Women's Soccer League (NWSL) de Estados Unidos.
Del 2011 al 2014, Privett estudió sociología en la UC Irvine y jugó para su equipo universitario, el UC Irvine Anteaters.

## Estadísticas

### Clubes
| Club         | País           | Año             |
| ------------ | -------------- | --------------- |
| Houston Dash | Estados Unidos | 2015            |
| Kolbotn      | Noruega        | 2015            |
| Houston Dash | Estados Unidos | 2016 - 2017     |
| Logroño      | España         | 2018 - 2019     |
| Houston Dash | Estados Unidos | 2019 - presente |